# 공화인민당
공화인민당(튀르키예어: Cumhuriyet Halk Partisi 줌후리예트 할크 파르티시[*], 약칭 CHP 제헤페[*])은 튀르키예의 케말주의 정당이다. 1923년 9월 9일에 '인민당'으로 창당하였다가 1924년 11월 10일에 현재의 이름으로 당명을 변경하였다. 이 당은 무스타파 케말 아타튀르크의 주도로 창당되었으며 1945년 일당 통치시대가 종식될 때까지 터키에서 유일 합법 정당이었다.
1965년 이전까지 공화인민당의 스펙트럼은 중도우파~우익으로 분류되었으나, 1965년, 에제비트가 당내권력을 잡은 이후로 점차 좌경화 되었고, 현재는 온건진보주의를 표방하는 중도좌파 정당으로 분류되고 있다.
뷜렌트 에제비트가 당수로 취임한 이후 사회민주주의 정당으로 변모하였다가 1980년 육해공군 총사령관 케난 에브렌의 주도로 이루어진 쿠데타 직후 군사정권의 독재 권력 확립을 위해 해체되었다.이후 1992년 이전 창당 기일에 맞추어 공화인민당으로 재창당되었다. 
당의 상징은 케말주의의 상징인 '여섯개의 화살'이다.

## 같이 보기
- 튀르키예의 정당